# Simeulue Barat
Simeulue Barat (indonez. Kecamatan Simeulue Barat) – kecamatan w kabupatenie Simeulue w okręgu specjalnym Aceh w Indonezji.
Kecamatan ten znajduje się w północno-zachodniej części wyspy Simeulue, obejmując także mniejsze wyspy w jej pobliżu, w tym: Pulau Asu, Pulau Khala-khala, Pulau Tinggi i Pulau Veunu. Graniczy z kecamatanami: od zachodu z Alafan, od południa z Salang i Simeulue Tengah, a od wschodu z Teluk Dalam.
W 2010 roku kecamatan ten zamieszkiwało 10 024 osób, z których wszystkie stanowiły ludność wiejską. Mężczyzn było 5 114, a kobiet 4 910. Wszystkie osoby wyznawały islam.
Znajdują się tutaj miejscowości: Amabaan, Babul Makmur, Batu Ragi, Lamamek, Layabaung, Lhok Bikhao, Lhok Makmur, Malasin, Miteum, Sanggiran, Sembilan, Sigulai, Sinar Bahagia, Ujung Harapan.